# Buick Series 40 Special Coupe
Buick Series 40 Special Business Coupe  — это легковой автомобиль выпускавшийся Buick американской компании General Motors в период с 1936—1949 гг.
Buick Series 40 Special 1939 года выпуска представляет собой бизнес-купе модели 46. Мощность исходит от 124-кубового рядного четырёхцилиндрового двигателя в паре с трехступенчатой механической коробкой передач.
- Расположение двигателя: Передний
- Годы производства: 1936—1949 гг.
- Цена : 849—1406 долларов США
- Масса : 3517 фунтов | 1595,284 кг
- Объём двигателя: 2430 см³ | 146,457 куб. дюймов | 2,4 л.
- Общий объём производства Buick за 1939 год: 208 259
- Всего 1939 г. Серии 40 Специального производства: 166 349